# روبرت مونرو
روبرت مونرو (بالإنجليزية: Robert Monroe)‏ هو شخصية أعمال وكاتب سيناريو أمريكي، ولد في 30 أكتوبر 1915 في ليكسينغتون في الولايات المتحدة، وتوفي في 17 مارس 1995 أشتهر بأبحاثه في تقلب حالة الوعي (بالإنجليزية: Altred state of consciousness)‏ وفتحه لمؤسسة بحثية إسمها (بالإنجليزية: The monroe institute)‏ المختصة في دراسة مجال الباراسايكولوجيا والوعي والميتافيزيقيا. ولديه كتاب مشهور جدًا في هذا المجال بعنوان رحلة خارج الجسد (بالإنجليزية: The journey out body)‏.